# 洞海湾
洞海湾（どうかいわん）は、福岡県北九州市の北西部に位置する幅数百メートル、長さ10キロメートルほどの細長い湾である。古名は、洞海と書いて「くきのうみ」と読んだ。

## 湾内と沿岸の地勢

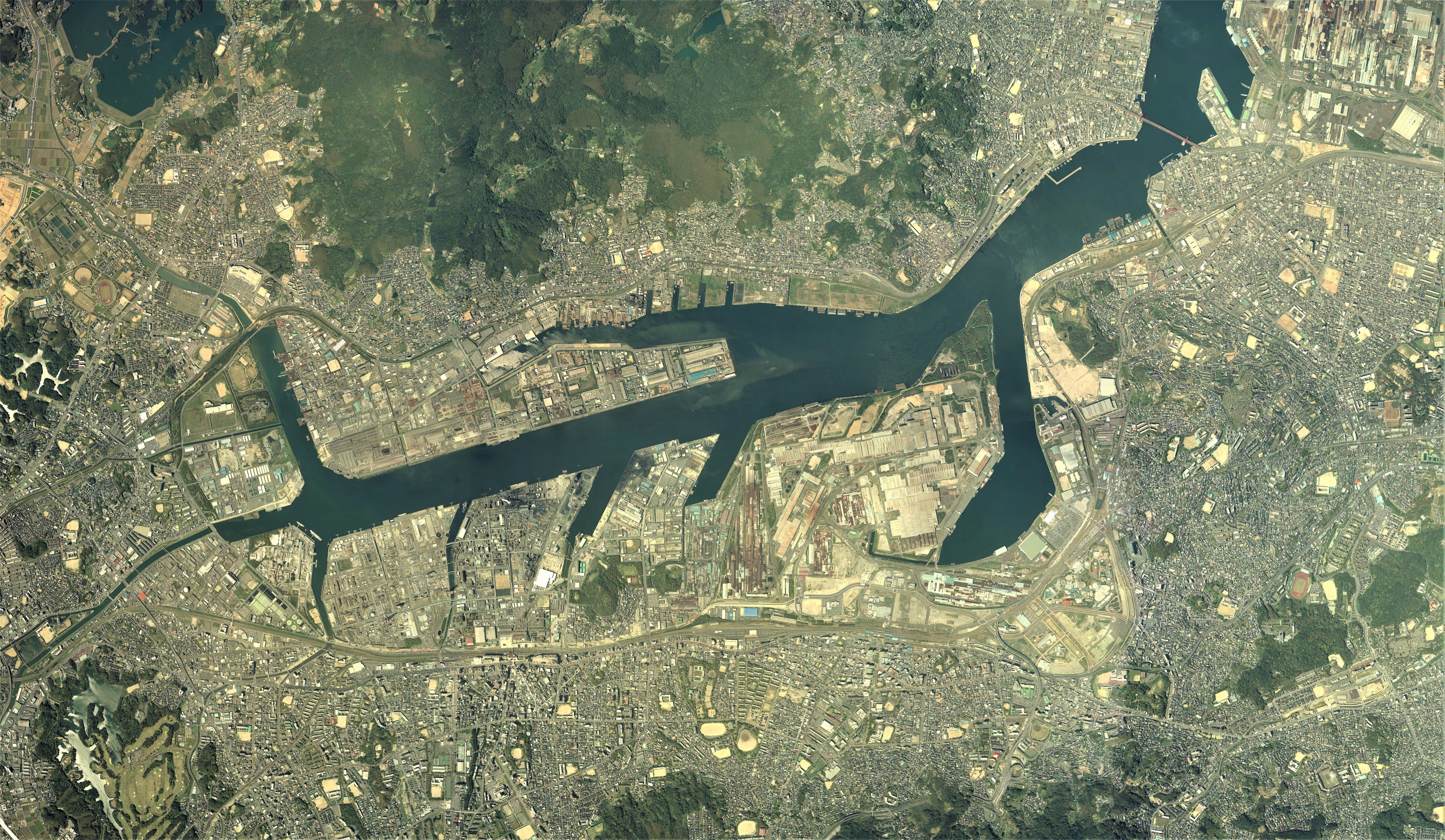
洞海湾周辺の空中写真。
。2005年撮影の11枚を合成した。

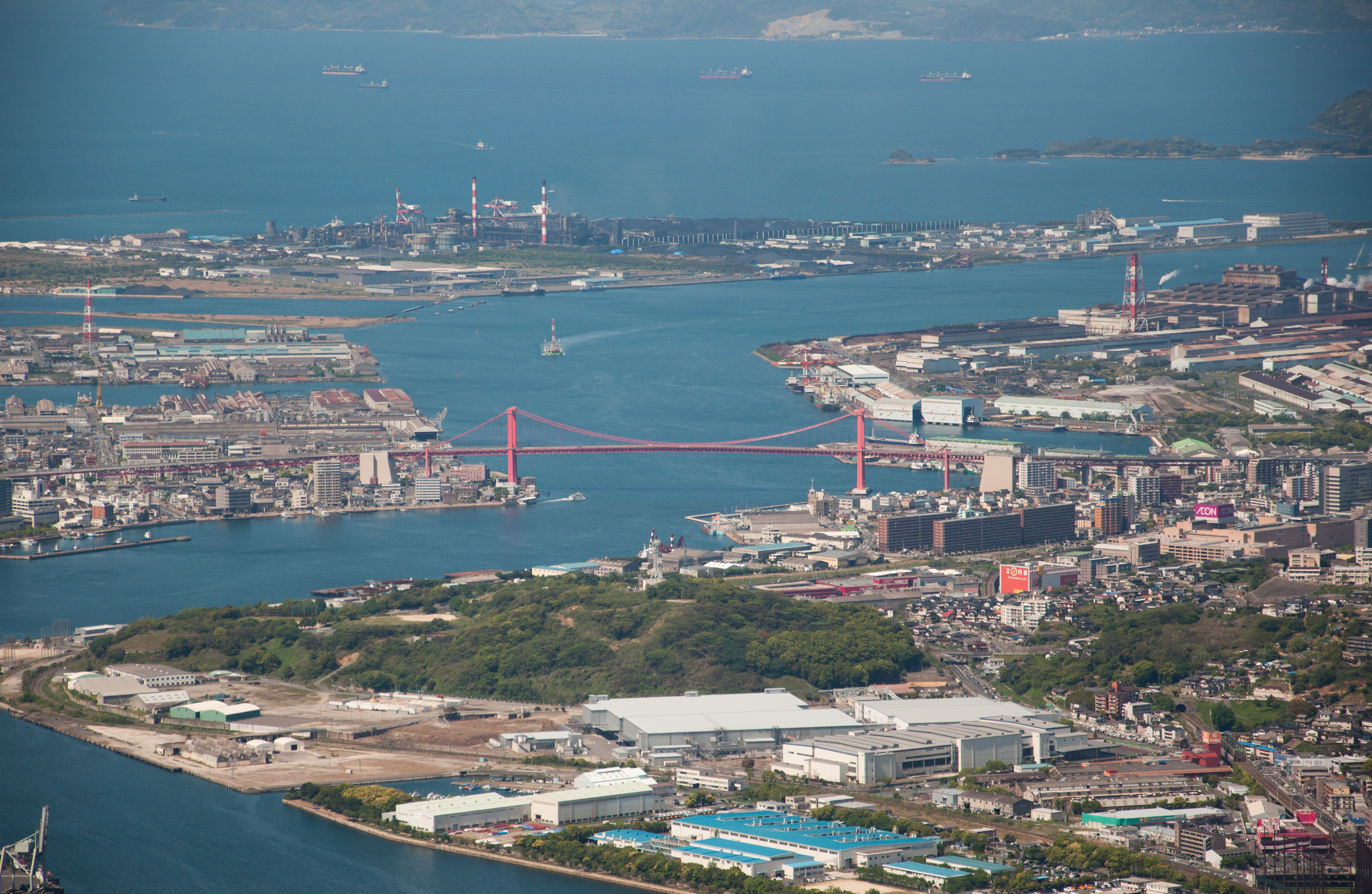
洞海湾と若戸大橋

洞海湾に直接注ぐ一級河川は存在しないものの、江川や堀川がそれぞれ遠賀川に通じている。洞海湾の沿岸部は北九州工業地帯ならびに北九州港の一郭で、大規模工場が隣接して立地する工業地帯である。沿岸部の八幡周辺は1901年の官営八幡製鐵所（現：九州製鉄所八幡地区）の操業を契機として工業が発達し、沿岸部は大半が埋め立てられ、工業用地・港湾として利用されている。埋め立て以前の海岸線は、おおよそJR鹿児島本線および筑豊本線に囲まれた部分まであった。ただ、いずれにしても閉鎖性の高い水域である。
現在の洞海湾はほとんどが人工海岸だが、ごく一部に砂浜（八幡東区かつら島）や干潟（八幡西区洞北町）が残っている。また、若松区南二島4丁目の護岸沿いにおいて、干潟再生のための実験が行なわれている。

## 環境
紀元前3世紀頃に湾が形成され、遠浅で水深が浅く、19世紀まではクルマエビの漁場であった。
響灘にはスナメリが生息している他、関門海峡には2020年頃からハンドウイルカまたはミナミハンドウイルカの群れが定着しており、洞海湾の周辺でも度々確認されている。

### 水質汚濁
八幡製鐵所が洞海湾に面して立地したことで、洞海湾沿岸を埋め立て、工場を建設し、北九州の工業化が加速していった。また、対岸の若松も筑豊炭田の石炭積出港として発展し、湾内は多くの船が行き交っていた。洞海湾の沿岸に重化学工業が立地した結果、湾内に工場から有害物質を含んだ廃水が流入し始め、公害を引き起こしていった。当時は公害対策基本法など環境保護の法律が未整備であったため、工場廃水に対する規制は無く、シアニド・カドミウム・ヒ素・水銀などの有害物質が海中に排出され続けた結果、1942年には水質汚濁のため、漁獲量がゼロに転落した。
さらに、1960年代の高度経済成長期には、激しく汚染された状況に対し「死の海」と呼ばれた。この1960年代の洞海湾は、船舶のスクリューが溶け、魚介類はおろか大腸菌すら生息できない程に汚染されていた。1970年6月には経済企画庁が湾内の水質調査を実施。湾の奥部でヒ素、カドミウムの濃度が水産用水基準をはるかに上回る値になっていることが明らかにされている。

### 水質改善の取り組み
1966年に福岡県と北九州市は、公共用水域の水質の保全に関する法律および工場排水等の規制に関する法律に基づき、国に要請し、1974年1月14日から、その時点で約480万m2も海底に溜堆積していた汚泥（ヘドロ）の浚渫を開始した。これを皮切りに、工場廃水に規制を遵守させて浄化処理を徹底させたり、さらなるヘドロの処理などの水質浄化の対策を幾つも行っていった。また、北九州市の下水道の普及を進めて生活排水の処理を徹底していった。この結果、洞海湾の水質は改善され、再び海生生物が湾内にも戻ってきた。
さらに、そこに棲息する生物によって水質を浄化する能力が高いとされる、干潟を人工的に作り出す実験も実施中である。
ただ、海面付近の海水の状態は改善しても、洞海湾の海底には、ダイオキシン類の環境基準を超過する底質汚染が見られるとの旨を、2007年に行政が公開した。

## 歴史
- 1949年（昭和24年）5月19日 - 昭和天皇の戦後巡幸。戸畑市から若松市にかけて湾内をお召船で往復。湾内の船は満船飾と汽笛で奉迎した[6]。
- 1970年（昭和45年）5月9日 - 湾の入口付近で浚渫船が機雷に接触して爆発。4人が重軽傷。機雷は第二次世界大戦中、アメリカ軍が関門海峡を中心に大量に投下しており、その一部が残っていたものと推定された[7]。

## 交通
- 若戸渡船 - 1889年頃から運航されている若松区〜戸畑区間を結ぶ渡し船である。
- 若戸大橋 - 1962年に開通した。若松区〜戸畑区を繋ぐ、全長2kmの橋梁である。
- 若戸トンネル - 2012年に開通した。若松区〜戸畑区間を結ぶ全長1.2kmの海底トンネルである。

## 参照
1. ↑  名越章博「スナメリが導く環境教育－小倉北区藍ノ島小学校における環境教育の実践と実態－」『フィールドワーク研究』、北九州市立大学・人類学ゼミ、2000年、1-13頁、2025年3月2日閲覧。
2. ↑  榎本瑞希「北九州市の河口にイルカの群れ 専門家「すみ着いた可能性も」」『』朝日新聞、2023年2月2日。2025年3月2日閲覧。
3. ↑  “体感型遊覧船「門司港レトロクルーズ」で運がよければスナメリに遭遇できるかも!”.   かんもんノート (2024年1月12日). 2025年3月2日閲覧。
4. ↑  洞海湾にもカドミウム シアン、ヒ素も検出 工場密集、ひどい汚れ『朝日新聞』昭和45年（1970年）5月21日朝刊 12版 2面
5. ↑  北九州市政だより 昭和49年2月1日号 P1「とりもどそう 生命のふるさと」 北九州市 (PDF)
6. ↑  宮内庁『昭和天皇実録第十』東京書籍、2017年3月30日、821頁。ISBN 978-4-487-74410-7。
7. ↑  「機雷?爆発 四人けが しゅんせつ船ふれる」『朝日新聞』1970年（昭和45年）5月10日朝刊 12版 15面

座標: 北緯33度53分17秒 東経130度47分20秒 / 北緯33.88806度 東経130.78889度